# Carl Buchner

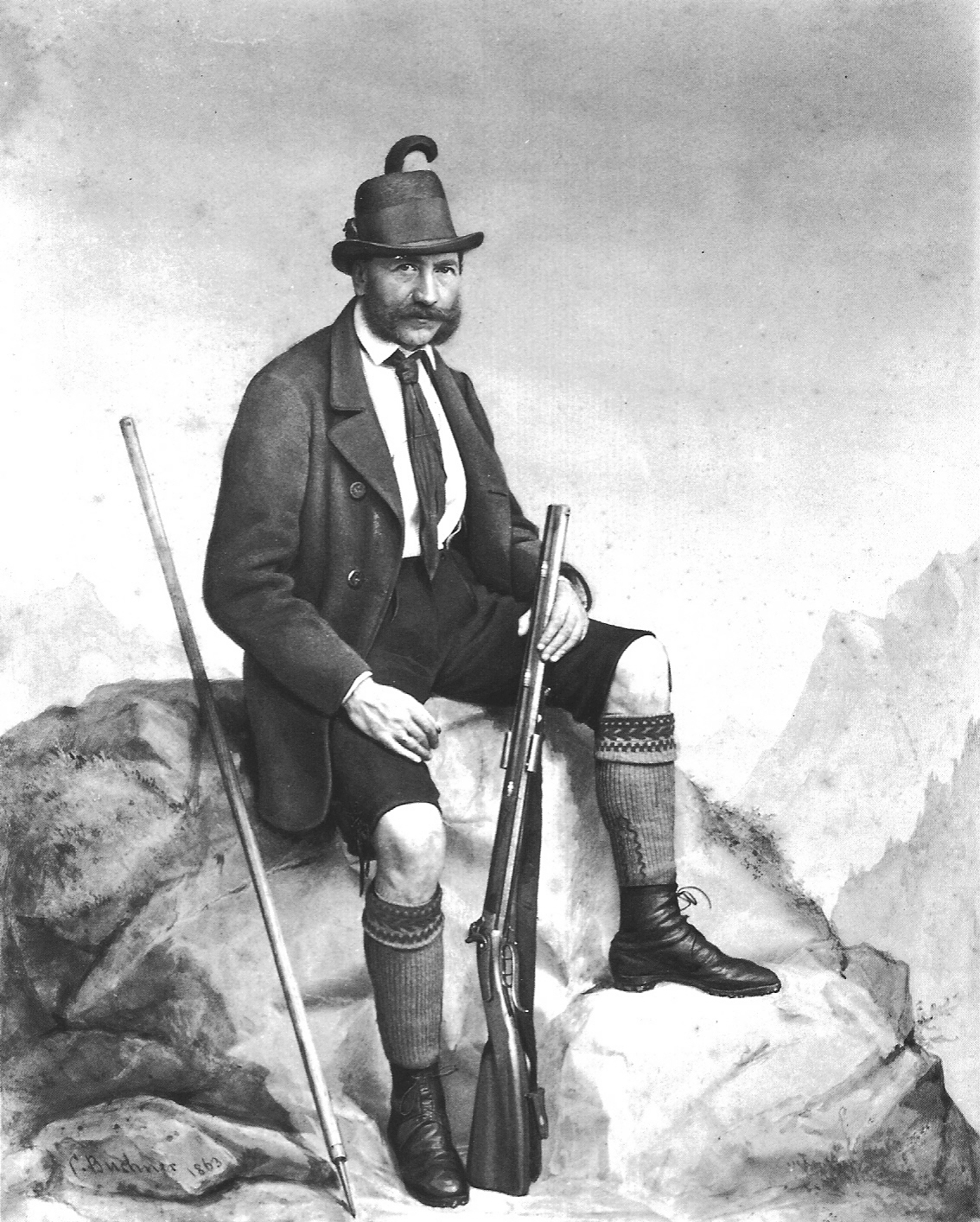
Graf Salm von Hoogstraten (Lichtbild)

Carl Johann Sigmund Buchner (* 13. Juni 1821 in Nürnberg; † 4. Februar 1918 in Stuttgart) war ein deutscher Porträtmaler und Fotograf, jüngerer Bruder des Porträt- und Historienmalers Johann Georg Buchner (1815–1857).
Buchner studierte von 1846 bis 1848 in München, wurde aber nicht im Matrikelbuch der Akademie eingetragen.
Seit 1854 war er in Stuttgart ansässig. Er lieferte seinem Bruder Lichtbilder als Vorlagen für dessen Porträtmalerei. Er führte gemeinsam mit seinem Bruder und nach dessen Tod selbständig ein Atelier unter dem Namen „Maler Buchner“.
1885 wurde er zum Hofmaler und Hoffotografen des Königreichs Württemberg ernannt. Er starb im Alter von 97 Jahren.